# Mayn
Mayn (tiếng Nga: Майн), thỉnh thoảng cũng gọi là Main, là một sông tại khu tự trị Chukotka tại Viễn Đông Nga, đây là một trong các chi lưu chính của sông Anadyr. Chiều dài của sông Mayn là 475 km, diện tích lưu vực là 32.800 km². Đây là một chi lưu hữu ngạn, chảy theo hướng bắc từ đầu nguồn tại hồ Mainskoe, nằm ở phần phía bắc của thung lũng Parapol, tại dãy Koryak. Sông chảy qua vùng dân cư thưa thớt của vùng rừng-lãnh nguyên của Chukotka. Các lài thực vật trong khu vực là rêu, địa y, cây bụi thấp, và lách.
Sông Main hợp lưu vào Anadyr tại Ust-Maynin ở vùng trung-hạ du, tại một vùng gồm đầm lầy và các hồ nhỏ, khoảng 65 km phía trên thượng du của điểm hợp lưu giữa Anadyr và sông Belaya. Tất cả các sông đều bị đóng băng từ 8 tháng đến 9 tháng mỗi năm.
Cá hồi Thái Bình Dương và cá hồi đỏ thường xuất hiện trên sông.
Thị trấn Vayegi nằm ở trung du của sông và làng Ust-Mayn nằm ở nơi hợp lưu giữa Main và Anadyr.